# تپه ده‌شمس ۱۱
تپه ده شمس ۱۱ مربوط به هزاره دوم و اول قبل از میلاد - سدهٔ ۶ تا ۸ ه.ق است و در شهرستان اشنویه، بخش نالوس، دهستان اشنویه جنوبی، روستای ده شمس واقع شده و این اثر در تاریخ ۲۸ شهریور ۱۳۸۶ با شمارهٔ ثبت ۱۹۶۱۸ به‌عنوان یکی از آثار ملی ایران به ثبت رسیده است.